# Golden Gate (zeestraat)

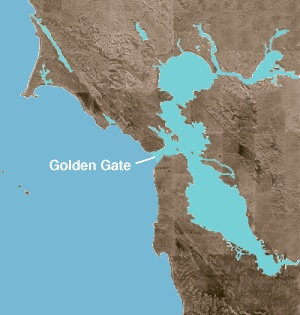
Locatie

De Golden Gate ("Gouden Poort") is een zeegat in de Amerikaanse staat Californië, die de Grote Oceaan verbindt met de Baai van San Francisco. Het zeegat is ongeveer 8 kilometer lang en tussen de 1,6 en 3 kilometer breed. Door sterke eb- en vloedwerking en door de rivieren Sacramento en San Joaquin werd de zeestraat in de loop van duizenden jaren diep uitgesleten.
Tot in de jaren 1840 werd het zeegat aangeduid met de Spaanse naam Boca del Puerto de San Francisco, wat "(zee)gat van de haven van San Francisco" betekent. Dat was omdat het zeegat in 1775 door de Spaanse zeeofficier Juan Manuel de Ayala in kaart was gebracht. Op 1 juli 1846, nog voor de ontdekking van goud in Californië, kreeg de straat een nieuwe naam. In zijn memoires schrijft de ontdekkingsreiziger John Fremont: "To this Gate I gave the name of "Chrysopylae", or "Golden Gate"; for the same reasons that the harbor of Byzantium was called Chrysoceras, or Golden Horn.". Met het ontstaan van de grote goudkoorts (Goldrush) van 1848 werd die naam alleen maar toepasselijker.
Sinds 1937 wordt het zeegat overspannen door de Golden Gate Bridge. Bij het zeegat bevindt zich het Lincoln Park, en iets zuidelijker in de stad het grotere Golden Gate Park.

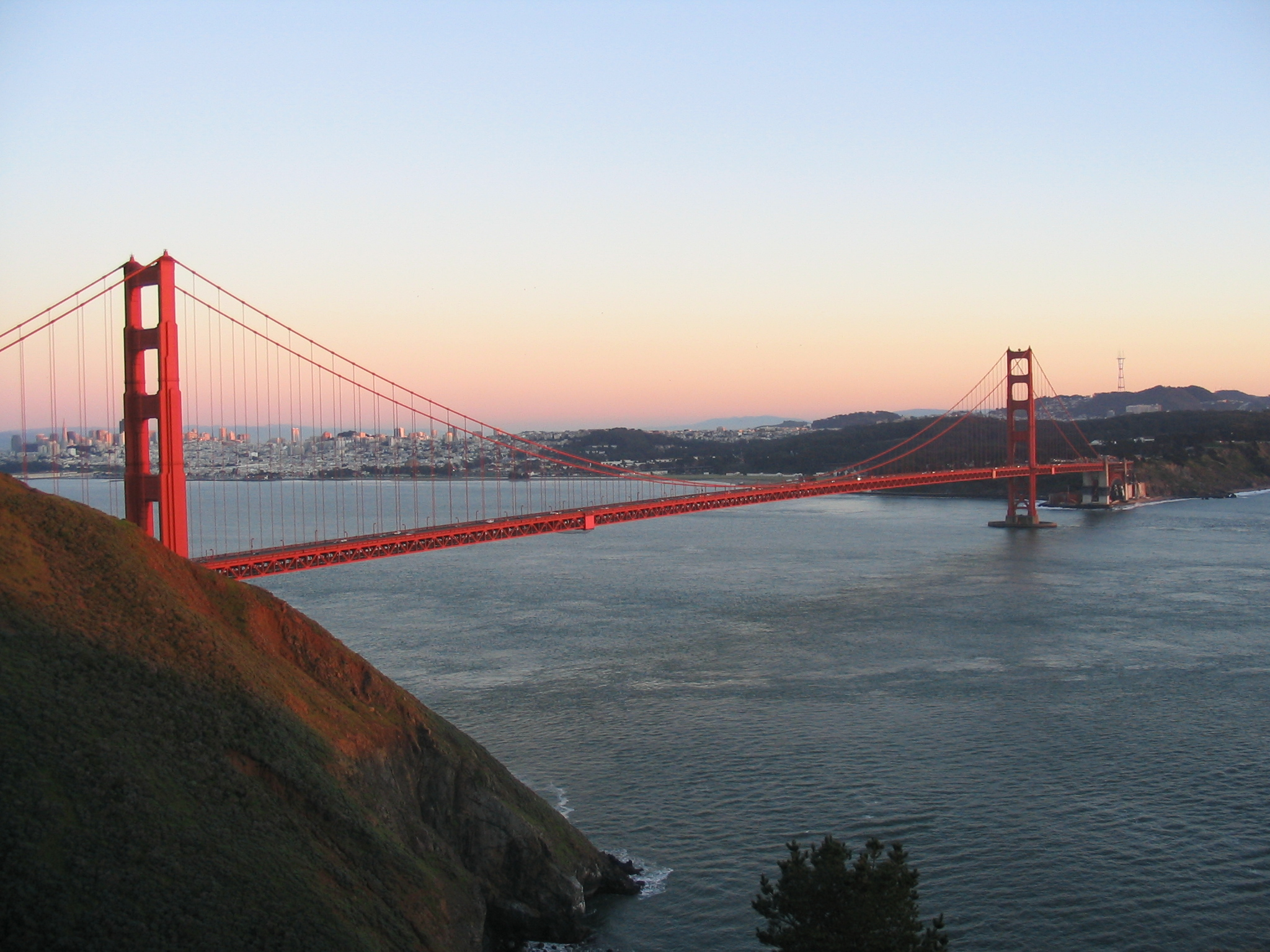
Het zeegat met de Golden Gate Bridge en San Francisco op de achtergrond